# Manuel Eduardo de Gorostiza
Manuel María del Pilar Eduardo de Gorostiza y Cepeda (Veracruz, Virreinato de Nueva España, 13 de octubre de 1789 - Tacubaya, México, 23 de octubre de 1851) fue un dramaturgo, periodista y diplomático hispanomexicano.

## Biografía
Su padre, el brigadier Pedro Fernández de Gorostiza, era gobernador del puerto de Veracruz e inspector general de las tropas de Nueva España. Su madre, mujer de gran cultura, con un doctorado de la Universidad de Sevilla y descendiente de la familia de santa Teresa de Jesús, se llamaba María del Rosario Cepeda y Mayo. El 8 de noviembre de 1794 falleció su padre y la familia se trasladó a Cádiz. 
Manuel Eduardo inicia estudios eclesiásticos que abandona poco después para dedicarse a la carrera de las armas. Al estallar la Guerra de la Independencia es capitán de granaderos y lucha durante la mayor parte de la misma. El 30 de diciembre de 1811 se casa en Madrid con Juana de Castilla o Castillo. En 1814 alcanza el grado de coronel, pero poco después recibe un bayonetazo que le deja encorvada la espalda; empieza a dedicarse entonces a otras actividades, como la literatura y la política. Aunque en 1819 criticó la guerra civil de América y expresó el deseo de que la proyectada expedición militar acabase con la rebelión de las colonias, simpatizó con Rafael del Riego y se empleó a fondo en la revolución de 1820; en marzo de 1820 se dio de baja como militar con el grado de coronel. 
En Madrid se casó con doña Juana Castillo y Portugal, y allí fue donde escribió y representó sus primeras obras teatrales gracias a la protección del actor Isidoro Máiquez, merced al cual estrenó su primera obra, Indulgencia para todos, en 1818. Fue editor de El Constitucional, o sea, Crónica, del 13 de marzo de 1820 al 6 de mayo de 1820. Colaborador y director de la revista Cetro Constitucional, junto con Félix Mejía y Francisco José Iznardi, liberales exaltados. Tras la intervención de los Cien Mil hijos de San Luis, "sus avanzadas ideas liberales, sus discursos, sus escritos, hicieron que Fernando VII, al recobrar la corona, lo desterrara al extranjero, confiscándole antes sus bienes..." Por lo que salió de España en 1821 y viajó por Europa. En 1823 se exilió a Londres, donde se relacionó con intelectuales de gran renombre. 
Desde 1824 cultivó la amistad de don José Mariano de Michelena, que era entonces ministro plenipotenciario de México ante Su Majestad Británica. Gracias a él, a quien se presentó como "un mexicano descarriado que deseaba regresar al regazo de la patria", Gorostiza optó por la nacionalidad mexicana. Inmediatamente comenzó su carrera diplomática con una misión en Holanda y, más tarde, en 1825, se le nombró cónsul general en ese país; introduce la litografía en México al enviar allí al impresor y carbonario Claudio Linati. En 1826 es encargado de negocios de México ante el gobierno holandés; en 1829, hace idénticas funciones de encargado de negocios mexicano ante Su Majestad británica y al año siguientes, 1830, es ministro plenipotenciario de México en Londres. Acuerda varios tratados con los países alemanes y Francia. En 1831 publica en Londres la Cartilla política, el único libro de filosofía política escrito por un mexicano en el siglo XIX[cita requerida]. En este libro aborda los grandes temas de la filosofía política: la naturaleza de la vida humana en sociedad, el objeto del gobierno y la naturaleza de su monopolio coercitivo, las ventajas y desventajas de las formas simples y de las formas mixtas de gobierno. En 1833, después de treinta y nueve años de ausencia, vuelve a México al ser llamado por el presidente Manuel Gómez Pedraza.
Desembarcó con toda su familia en Veracruz el 25 de julio de 1833. Valentín Gómez Farías, sucesor de Gómez Pedraza, se hacía cargo de la presidencia de la República y Gorostiza, junto con Andrés Quintana Roo, José Bernardo Couto, José María Luis Mora y Juan Rodríguez Puebla, trabajó para realizar algunas de las reformas que sostuvo el nuevo presidente. Fue nombrado director de la Biblioteca Nacional, todavía en ciernes, el 23 de octubre de 1833, cargo que desempeñó hasta el 31 de julio de 1834. En ese tiempo se clausuró la Universidad Real y Pontificia y a Gorostiza le tocó recibir sus muebles y demás bienes de manos del último rector don José María Cuchet. Se dedicó entonces a concentrar y a clasificar los libros llegados de esa y de otras muchas instituciones. Nombrado también miembro del Consejo de Educación, estudió los proyectos de Gómez Farías para que se fundaran escuelas técnicas y profesionales y los colegios de libre enseñanza, antecedente de los institutos científicos y literarios que se fundaron en todo el país, entre ellos la Escuela de Medicina que subsiste hasta hoy. También fue designado síndico del Ayuntamiento de la capital y desarrolla una intensa labor teatral estrenando obras propias y adaptando obras ajenas extranjeras.

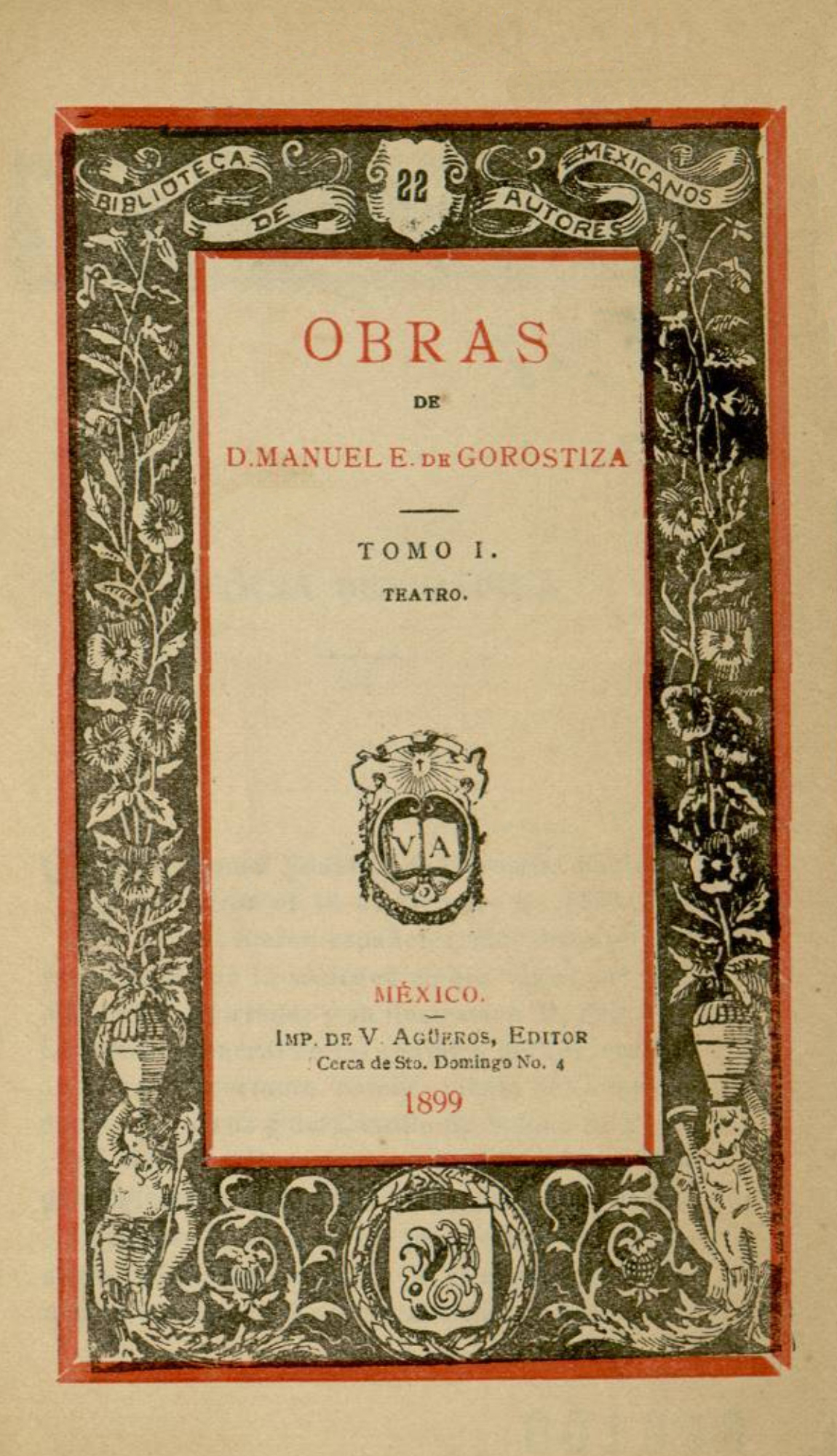
Portada del libro Obras de D. Manuel Eduardo de Gorostiza, 1899.

En 1835 asume la dirección del Teatro Principal de México. Para esas fechas es miembro de la primera Academia de la Lengua, la Academia Nacional de Historia y la Academia de Letrán. Fue diputado al Congreso de la Unión y en 1836 es nombrado ministro plenipotenciario ante el gobierno de los Estados Unidos para evitar la ayuda que este país podía suministrar a Texas, pero fracasa en este empeño; vuelve el mismo año y se encuentra el Teatro Principal destrozado por los errores de su sucesor Patiño, y se dedica a restaurarlo. En 1837 se le nombró consejero de Estado, aunque sigue ocupándose del Teatro Principal; entre 1838 ocupa sucesivamente varios ministerios: Hacienda e Interior, y ocupa la Ministerio de Relaciones Exteriores. Tiene que afrontar la espinosa cuestión de la secesión de Texas y asiste a las negociaciones y la firma del tratado de paz con Francia, que firma junto al Presidente Guadalupe Victoria. En 1841 es director de la Renta Estancada del Tabaco, que organiza. Sigue supervisando la calidad y los demás aspectos del Teatro Principal de México. Se consagra a actividades filantrópicas y funda la Casa de Corrección para Jóvenes Delincuentes, primera institución en América que tuvo este propósito. En 1843 ocupa por breve tiempo el Ministerio de Hacienda; tanto en este cargo como en el de director de la Renta Estancada del Tabaco recibe muy fuertes críticas. Las tropas estadounidenses se adentran en el país y Gorostiza forma con los operarios, dependientes y empleados de la Renta del Tabaco el que llama Batallón de Bravos y lo ofrece al presidente Santa Anna libre de costes, que sufragan sus propios miembros, a pesar de su ya avanzada edad y de sus heridas de la Guerra de Independencia contra los franceses; con este batallón combate valerosamente en la batalla de Churubusco (1847). El 30 de agosto de 1847 se verifica la derrota y es hecho prisionero. Muere su hija Luisa, y se retira de la política. En sus últimos años se mantiene con su trabajo como impresor, pero se encuentra comido de deudas y muere de un ataque cerebral en Tacubaya el 23 de octubre de 1851, al parecer del disgusto que le dieron unos acreedores.
La primera afición de Gorostiza fue, desde siempre, el teatro, para el que escribió, desde su juventud, comedias de costumbres que lo colocan al lado de Leandro Fernández de Moratín y de Bretón de los Herreros en el cultivo de la comedia neoclásica. Así nos lo retrata Guillermo Prieto, quien lo conoció bien:
Era don Manuel medio corcovado, de resultas de un bayonetazo que recibió en el pecho en la guerra de España; su frente hermosa, llena de arrugas bajo su rizada melena abultada y cana; ojos penetrantes y de apacible mirar, dentadura desmesurada al extremo de doblarle el labio superior y hacer imperfecta la pronunciación de su palabra... La casa del Señor Gorostiza, calle del Hospicio de San Nicolás, era el punto de reunión de la flor y nata del mundo artístico, y allí recibían el talento y las gracias un culto verdaderamente cordial y generoso.
Fue uno de los más importantes discípulos de Leandro Fernández de Moratín y en efecto cultivó con éxito la comedia dentro de los cánones del Neoclasicismo; sonsiguió estrenar sus primeras obras gracias al apoyo del actor Isidoro Máiquez. Escribió Indulgencia para todos (1816), Las costumbres de antaño (1819), refundida después como La pesadilla (1833), Tal para cual o las mujeres y los hombres (1819), Don Dieguito (1820), en la que ridiculiza la figura del petimetre, Contigo, pan y cebolla (1833), parodia burlesca del Romanticismo que es tal vez su obra maestra, Don Bonifacio (1835) y El jugador (1820), adaptada de Regnard. Poseía vis cómica y una elegante prosa.